# Австралийский серебристый горбыль
Австралийский серебристый горбыль (лат. Argyrosomus hololepidotus) — вид лучепёрых рыб из семейства горбылёвых (Sciaenidae). Достигает длины 200 см и массы 71 кг. Эндемик прибрежных вод Мадагаскара.

## Описание
Тело удлинённое, довольно низкое, сжато с боков, его высота укладывается 3-— раза в стандартную длину. Всё тело, брюхо, затылок, межглазничный промежуток, жаберные крышки и область под глазами покрыты ктеноидной чешуёй. Голова большая с конечным немного косым ртом. Подбородочный усик отсутствует. Глаза маленькие. Боковая линия хорошо выражена, с 48—58 порами, начинается от головы, идёт вдоль середины тела, изгибаясь вниз в районе начала мягкой части спинного плавника, и заходит на хвостовой стебель. Спинной плавник один, с глубокой выемкой, разделяющей колючую и мягкую части. Основание колючей части короче основания мягкой части. В колючей части 10 колючек, а в мягкой части один колючий и 27—28 мягких лучей. В анальном два колючих и 7 мягких лучей. Хвостовой плавник закруглённый у молоди, у взрослых особей усечённый с двумя небольшими выемками. Очень крупные отолиты. Плавательный пузырь напоминает по форме морковку, с 34—36 отростками.
Тело серебристо-серого цвета, в верхней части темнее с голубоватым оттенком, бока с бронзовым оттенком, брюхо белое. Грудные, спинной и хвостовой плавники серо-коричневые. Брюшные и анальный плавники почти белые с серыми полосками.
Максимальная длина тела 200 см, обычно не более 1 м, масса тела — до 71 кг.

## Биология
Морские, бентопелагические, эвригалинные рыбы. Взрослые особи обитают в эстуариях и прибрежных водах на глубине от 15 до 150 м над песчаными, илистыми или скальными грунтами. Заходят в устья рек. Молодь держится в затопляемых участках мангровых лесов и в эстуариях.
Во время нерестовых миграций могут образовывать скопления. Нерестятся в октябре—декабре.
Питаются рыбами, ракообразными и моллюсками.

## Ареал
Распространены в западной части Индийского океана у юго-восточного побережья острова Мадагаскар. Описание поимок в Атлантическом океане от Ганы до юга Африки относится к A. regius и A. coronus. Ранее считалось, что австралийские серебристые горбыли распространены также у берегов Индии, западного побережья Австралии и у берегов Тасмании (откуда и появилось русскоязычное название вида).  Дальнейшие исследования показали, что описания относятся к другим видам серебристых горбылей.